# 琼斯先生
《琼斯先生》（英語：Mr. Jones）是一部2019年由波兰导演阿格涅丝卡·霍兰执导的传记惊悚片，影片讲述了来自英国威尔士的记者加雷斯·琼斯于1933年前往苏联报道乌克兰大饥荒的故事。主演有詹姆士·诺顿、凡妮莎·寇比、彼得·萨斯加德。